# Circondario di Königs Wusterhausen
Il circondario di Königs Wusterhausen (in tedesco Kreis Königs Wusterhausen) era un circondario della Repubblica Democratica Tedesca, parte del distretto di Potsdam.

## Storia
Il circondario di Königs Wusterhausen fu istituito il 25 luglio 1952 con la riforma amministrativa della RDT; si estendeva su territori già appartenuti ai disciolti circondari di Fürstenwalde e di Teltow.
Il 17 maggio 1990 assunse il nuovo nome di Landkreis Königs Wusterhausen ("circondario rurale di Königs Wusterhausen"), e poco dopo, in seguito alla riunificazione tedesca, divenne parte dello Stato del Brandeburgo.
Il 6 dicembre 1993, nell'ambito della riforma amministrativa del Brandeburgo, il circondario di Königs Wusterhausen venne soppresso; le città e i comuni che lo componevano passarono tutti al nuovo circondario di Dahme-Spreewald.